# Lionel Bomayako
Lionel Bomayako (Bangui, 15 settembre 1978) è un ex cestista e allenatore di pallacanestro centrafricano.

## Carriera
Con la Rep. Centrafricana ha disputato cinque edizioni dei Campionati africani (2003, 2005, 2007, 2009, 2011).